# Parapadna plumbea
Parapadna plumbea är en fjärilsart som beskrevs av Rothschild 1916. Parapadna plumbea ingår i släktet Parapadna och familjen nattflyn. Inga underarter finns listade i Catalogue of Life.